# 京吉高速动车组列车
京吉高速动车组列车是中国铁路运行于北京市及吉林省长春市、吉林市以及延边朝鲜族自治州的高速动车组列车，跨越北京、河北、辽宁、吉林三省一市，其中一部分2021年1月22日随京哈高速铁路全线开通而开行，2021年6月25日大幅增加班次，同时停运原有北京南站经由津秦客运专线至吉林省的全部列车。

## 历史
2013年12月津秦客运专线开通时，经由该线的进京列车只有北京南—哈尔滨西G381/382次以及北京南—大连北G387/386、G385/388次。2014年4月21日，北京南站首次开通往来吉林站的高速动车组列车G383/384次。2015年9月1日，北京南站新增前往长春站的G399/400次列车。
2017年4月16日，沈阳铁路局担当的京沈G239/240次（2016年1月10日开通）延长至吉林站始发终到。因吉林没有动车组整备能力，故套跑长春至吉林C1249/0G239次送长春动车所整备。2018年春运期间，长春至吉林间C1249次延长至延吉西站，同时延吉西站至吉林站间加开C1240次，与G240次接续运行。
2019年1月5日调图，沈阳局集团担当的G239/240次列车双向取消唐山停站。同年4月10日，G239/240次优化运行时刻，北京南站至长春站间运行时间压缩至双向4小时59分。同年7月10日，G399/400次列车由长春站调整到长春西站始发终到。同年12月30日，沈阳局集团担当的京沈G237/238次（亦于2016年1月10日开通）改在吉林站始发终到。2021年1月20日，吉林—北京南G239/240次列车停运。
2021年1月22日，随着京哈客运专线京沈段开通运营，吉林省开通三对始发至北京朝阳站的G字头列车，分别为长春西～北京朝阳G936/1次、北京朝阳～长春西G933/8次、北京朝阳～吉林G3601/2次。2021年6月25日，经由津秦客专的北京南～长春西G399/G400次、北京南～吉林G237/G238次、G383/G384次停运，同时长春始发的进京G字头列车增至7对，且全部经由京哈高速线京沈段运行，吉林站始发的进京G字头列车则增至5对，其中G915/916次更使用CR400BF-GZ型智能动车组列车重联且在北京站始发终到，此外增开一对北京朝阳至珲春的G3649/3650次，使用重联CR400BF-G型。
在2021年10月11日实行的运行图中，原有的长春西-北京朝阳G954/G959次运行区段调整为长白山-北京朝阳，车次改为G3645/8、G3647/6次，但该列车直至2021年12月24日沈佳高铁长白山至敦化段开通时才得以开行。
2023年7月1日，原G915次改为G913次，原G3647/6、G3645/8次改为G3603/2、G3601/4次。
2025年1月4日，北京朝阳至长春（西）G912/917次、北京朝阳至长白山G3603/3602、G3601/3604次列车改用CR400BF-GS型动车组。

## 使用列车
主要使用CR400BF-G、CR400BF-GS、CRH380BG等列车，其中部分班次重联运行。列车编组如下：
| 车厢编号 | 1/9                 | 2-3/10-11   | 4/12        | 5/13              | 6-7/14-15   | 8/16                |
| 车型     | ZYS 一等座车/商务车 | ZE 二等座车 | ZE 二等座车 | ZEC 二等座车/餐车 | ZE 二等座车 | ZES 二等座车/商务车 |

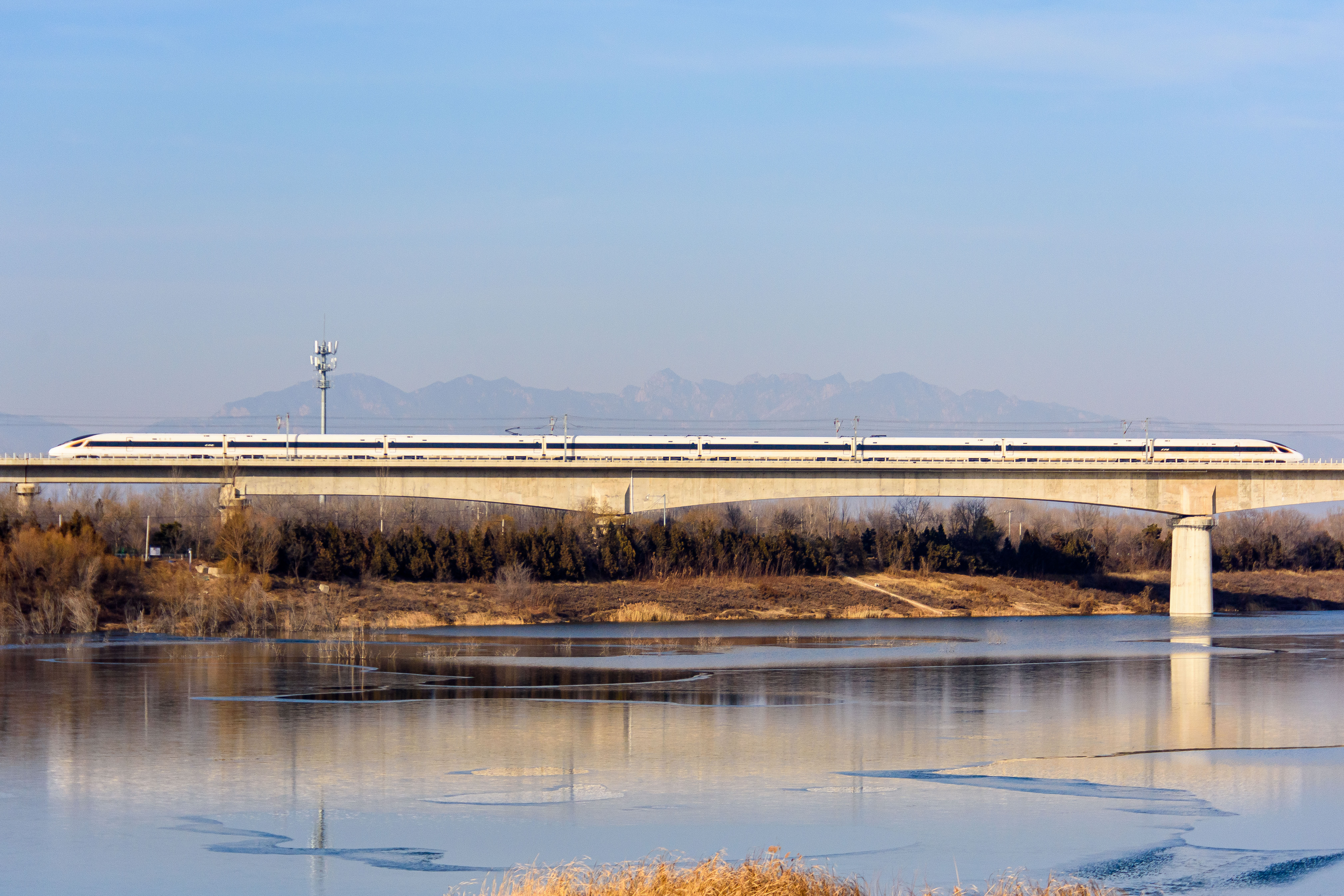
G3604次列车途径北京市怀柔区杨宋镇耿辛庄村（2025年1月）
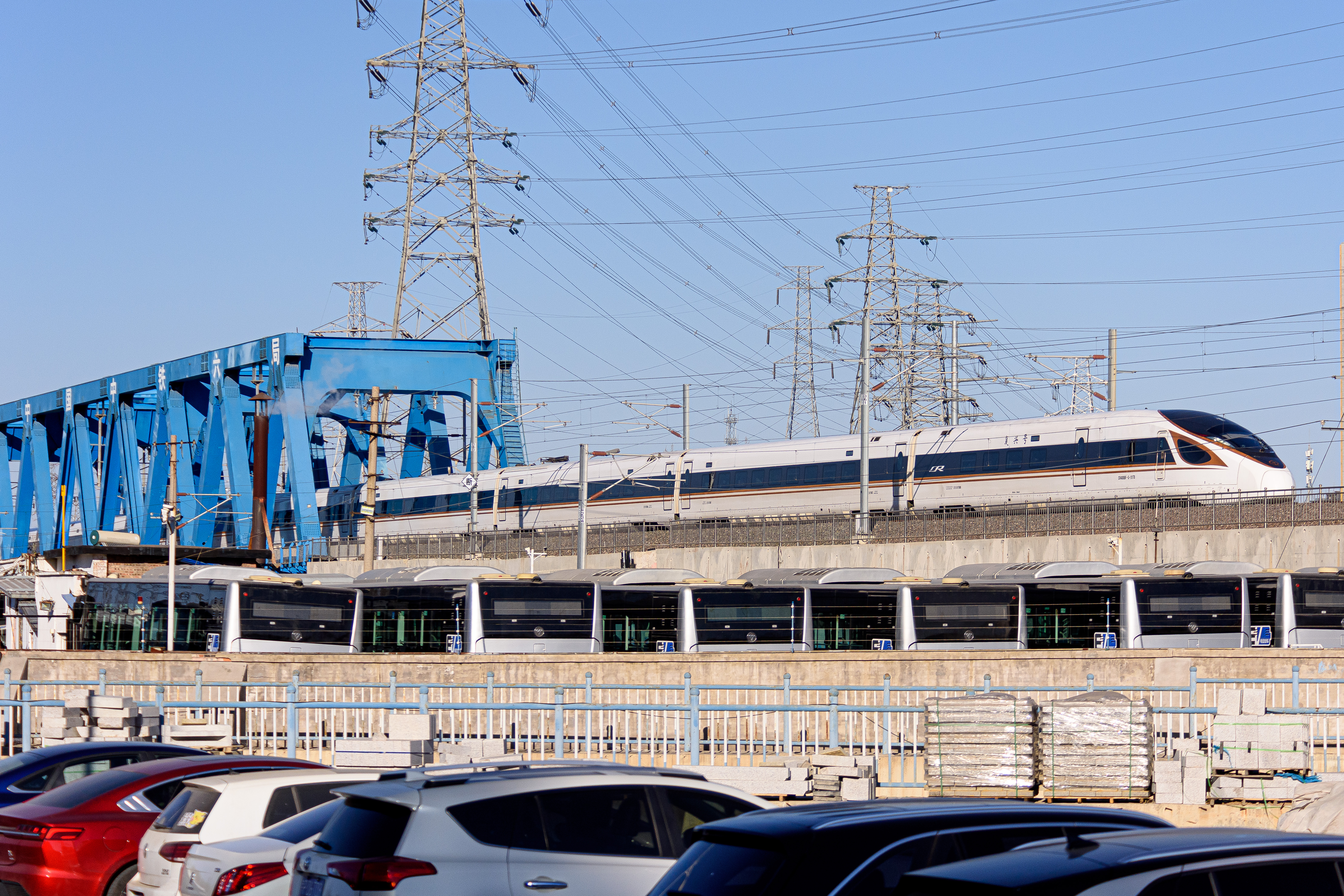
长白山至北京朝阳的G3604次列车驶经环铁北桥（2024年1月）
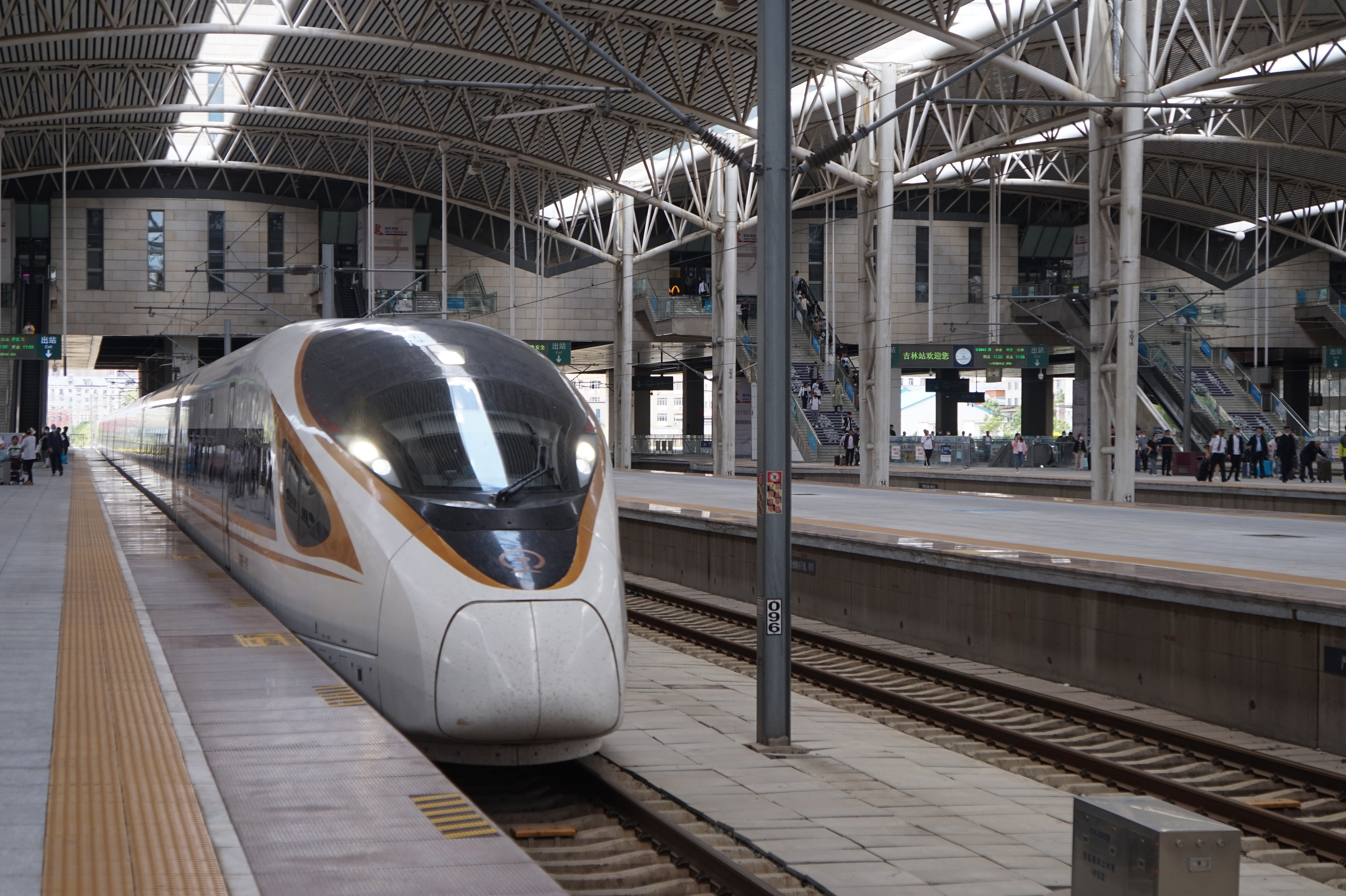
长白山至北京朝阳的G3648次列车进入吉林站（2023年6月）
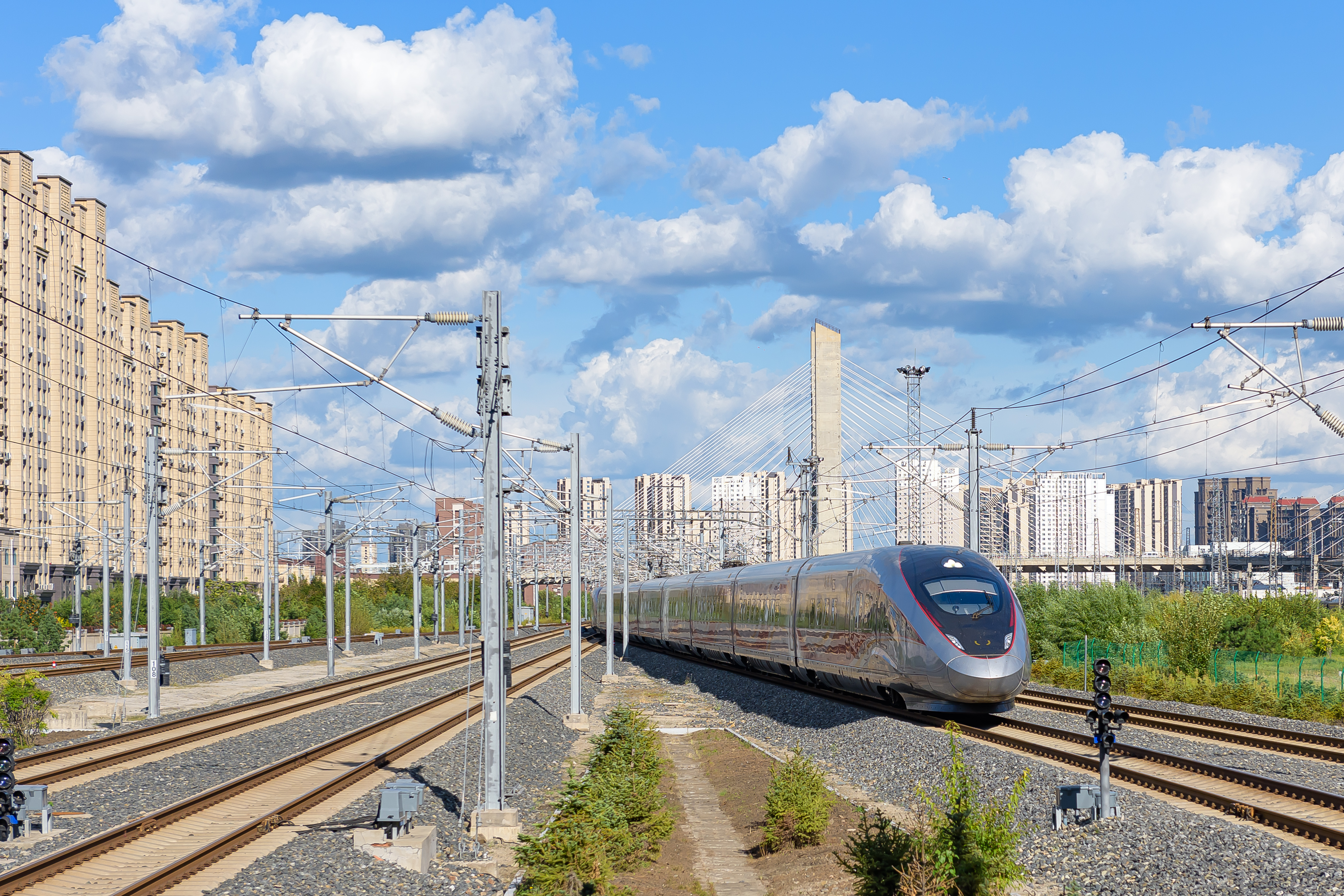
吉林开往北京的G916次列车进入长春站（2022年8月）
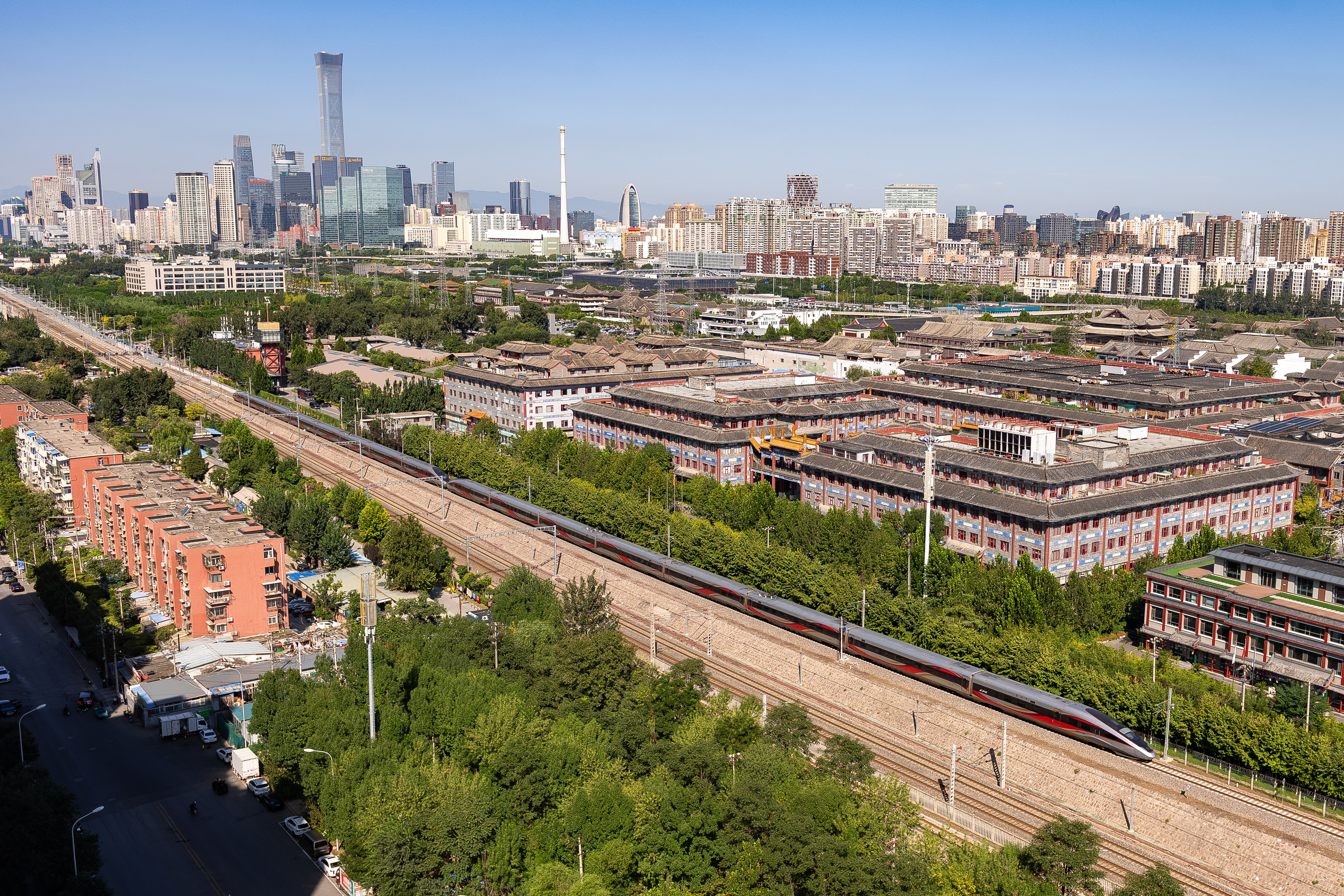
G915次列车准备驶入东星线（2021年9月）
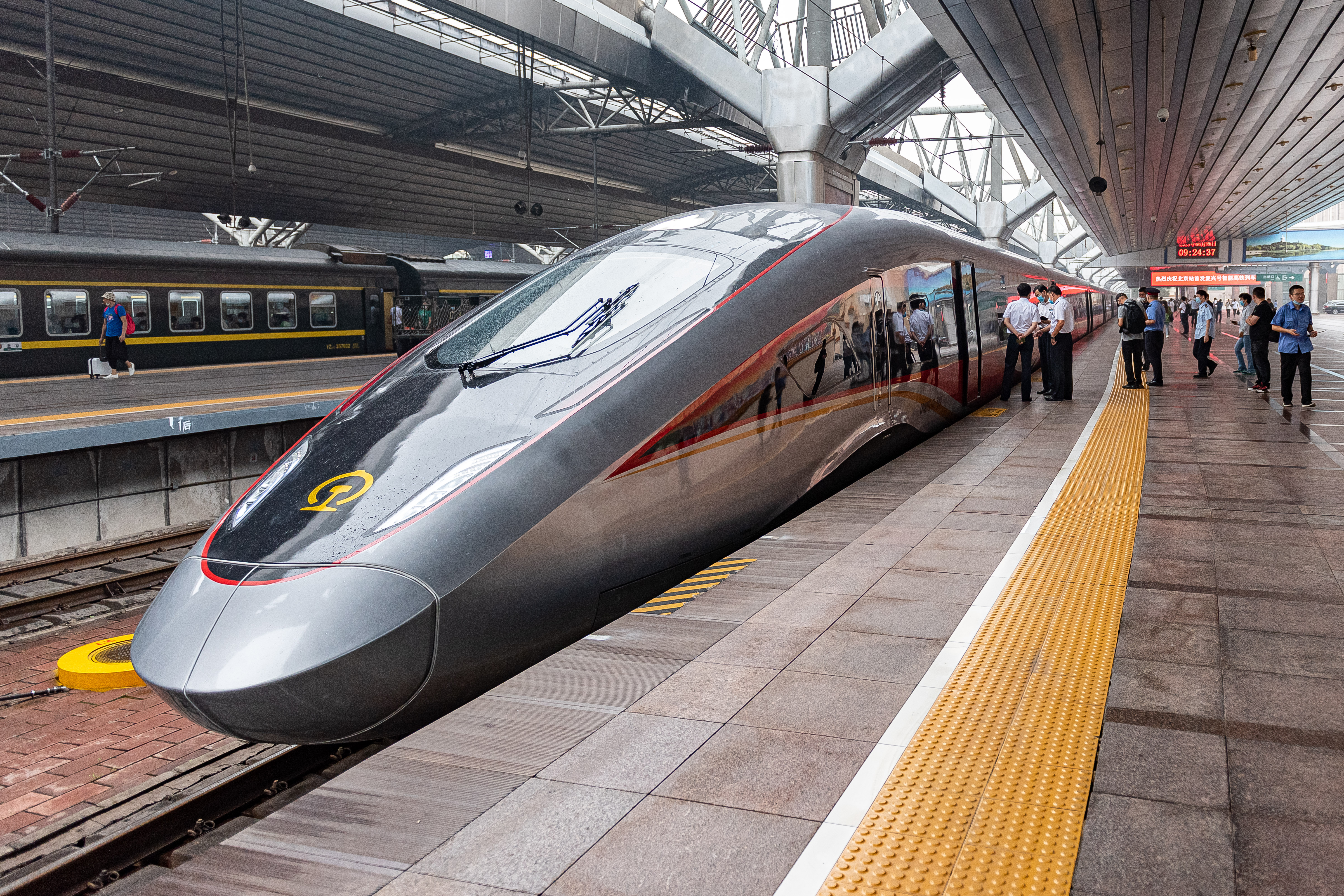
首班G915次京吉列车在北京站1站台等待发车（2021年6月）